# 투르카나호

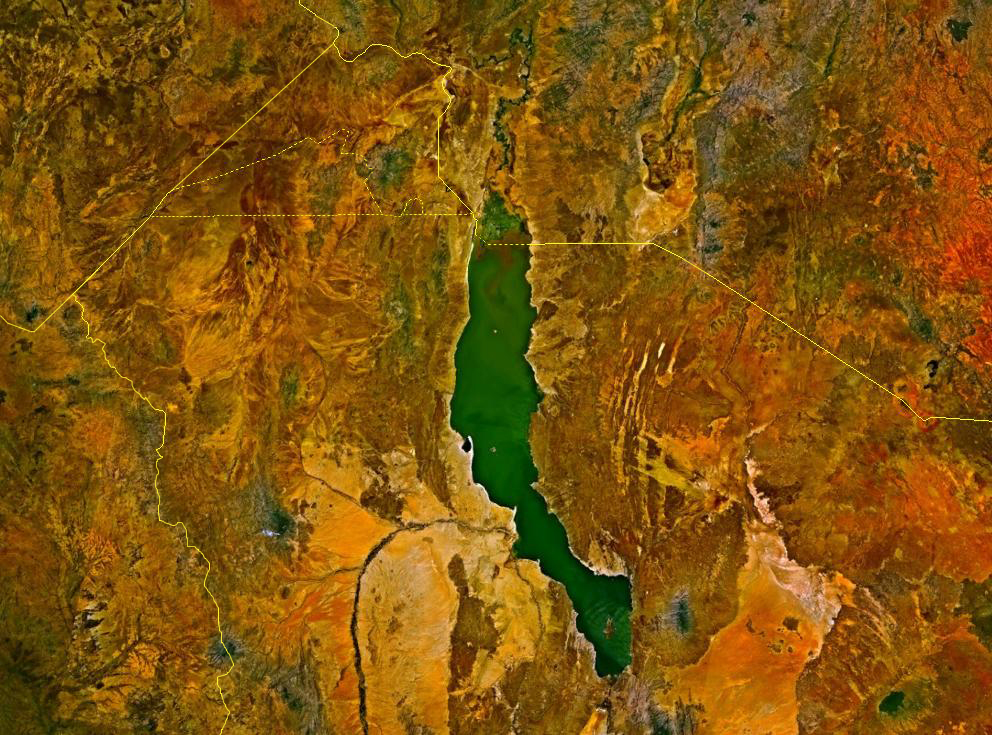
투르카나 호의 위성 사진

투르카나 호(Lake Turkana)는 동아프리카에 있는 호수로, 루돌프 호(Lake Rudolf)로도 알려져 있다. 대부분 케냐에 속해 있으며, 북부 일부가 에티오피아에 속해 있다. 면적은 6,405km2이다. 세계 최대의 사막 호수이며, 세계 최대의 알칼리성 호수이다.

## 같이 보기
- 올두바이 협곡